# Platymantis acrochorda
Platymantis acrochorda é uma espécie de anfíbio da família Ranidae.
Pode ser encontrada nos seguintes países: Papua-Nova Guiné e Ilhas Salomão.
Os seus habitats naturais são: florestas subtropicais ou tropicais húmidas de baixa altitude, regiões subtropicais ou tropicais húmidas de alta altitude e áreas rochosas.
Está ameaçada por perda de habitat.